# 布昂 (阿列日省)
布昂（法語：Bouan，法語發音：[bwɑ̃]）是法国阿列日省的一个市镇，位于该省南部，属于富瓦区。

## 地理
布昂（42°48'2"N, 1°38'52"E）面积3.44 平方千米，位于法国奧克西塔尼大區阿列日省，该省份为法国西南部内陆省份，西部和北部与上加龙省接壤，东临奥德省，东南至东比利牛斯省接壤，南与安道尔和西班牙接壤。
与布昂接壤的市镇（或旧市镇、城区）包括：拉尔卡、拉尔纳、奥尔诺拉克-于萨莱班。

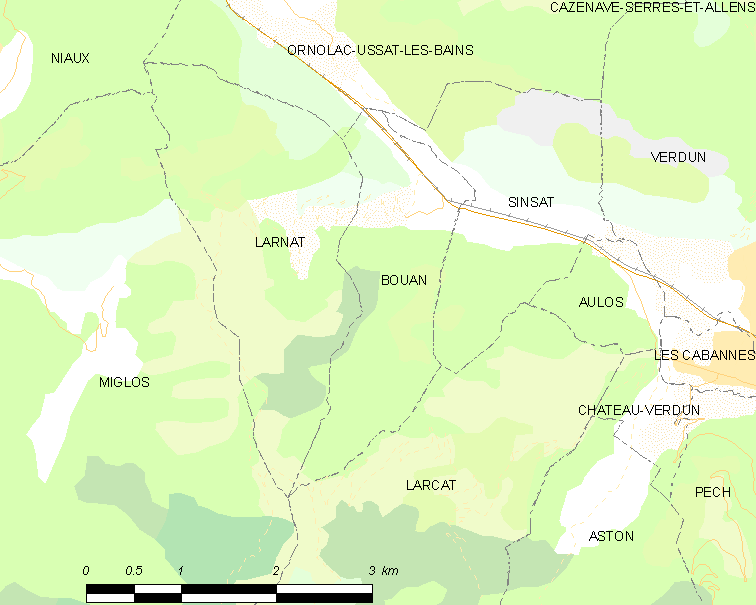
的OSM定位图

布昂的时区为UTC+01:00、UTC+02:00（夏令时）。

## 行政
布昂的邮政编码为09310，INSEE市镇编码为09064。

## 政治
布昂所属的省级选区为上阿列日县。

## 人口

1962-2008年间人口变化图示

布昂于2022年1月1日时的人口数量为41人。